# Стаття 58 Кримінального кодексу РСФРР (1926)
Стаття 58 у Кримінальний кодекс РСФРР редакції 1926 року, що набула чинності з 25 лютого 1927 року для арешту осіб, яких підозрюють у контрреволюційній діяльності. Була кілька разів переглянута. Зокрема, перелік підпунктів статті 58-1 був оновлений і набув чинності 8 червня 1934 року.
Дана стаття юридично сформулювала поняття «ворог трудящих»: згідно з положеннями статей 58-2; 58-4; 58-6. У Кримінальних кодексах інших союзних республік СРСР також були аналогічні статті.
В Кримінальному кодексі Української СРР (1927) їй відповідала стаття 54-та.

## Застосування статті
Олександр Солженіцин[неавторитетне джерело] у своєму творі Архіпелаг ГУЛАГ характеризував величезні масштаби застосування цієї статті так:

| Але у хвалу цій статті можна знайти ще більше епітетів, ніж колись Тургенів підібрав для російської мови чи Некрасов для Матінки-Русі: велика, могутня, рясна, розгалужена, різноманітна П'ятдесят Восьма, вичерпуючи світ не так навіть у формулюваннях своїх пунктів, скільки в їхньому діалектичному та найширшому тлумаченні. Хто з нас не звідав на собі її всеосяжних обіймів? Воістину, немає такого проступку, помислу, дії або бездіяльності під небесами, яка не могли б бути покараними 58 статтею[1]. |
За даною статтею було засуджено багато відомих діячів СРСР. Вироки були довгі, до 25 років, і часто продовжені на невизначений термін без суду та слідства. 
Ув'язнені, засуджені за статтею 58 називалися «політичними», в порівнянні зі звичайними злочинцями «кримінальниками». Після звільнення, в'язнів, як правило, відправляли у вигнання, без права поселитися ближче ніж за 100 км від великих міст. Стаття 58 давала можливість органам внутрішніх справ заарештовувати і ув'язнювати всіх, хто вважався підозрілим. Людина також вважалася винною, якщо не донесла про підозрілі випадки, які підпадають під цю статтю. 
Під час і після Другої світової війни, стаття 58 застосовувалася для арешту деяких радянських військовополонених, на тій підставі, що їх захоплення і затримання противником під час війни, є доказом того, що вони не боролися до смерті, і тому є супротивниками радянського ладу.
Стаття 58 також застосовувалася за межами СРСР. У радянській окупаційній зоні Німеччини люди піддавалися арештам як «шпигуни» у разі підозри у опозиційності до сталінського режиму. У спеціальних таборах НКВС в Бауцен, 66% ув'язнених відносилися до цієї категорії.

## Зміни
Після засудження сталінізму Микитою Хрущовим, текст статті був значно змінений. 25 грудня 1958 року були прийняті «Основи кримінального законодавства Союзу РСР і союзних республік» 1958 року, і республіканські кримінальні кодекси почали приводитися у відповідність з ними. 
У кримінальному кодексі, який почав діяти в РРФСР з 1 січня 1961 року, глава «Державні злочини» містила статті з 64 по 88 і ділилася на дві частини: «Особливо небезпечні державні злочини», в які входили зрада Батьківщині, шпигунство, терористичний акт і т. і., і «Інші державні злочини», такі як порушення національного й расового рівноправ'я, розголошення державної таємниці, бандитизм і т. і.